# 오카 니콜로프
오카 니콜로프(마케도니아어: Ока Николов, 영어: Oka Nikolov, 1974년 5월 25일 헤센 주 에르바흐 ~ )는 서독에서 태어난 마케도니아 공화국의 전 축구 선수이다. 현재는 로스앤젤레스 FC의 골키퍼 코치로 있다.